# Галаад

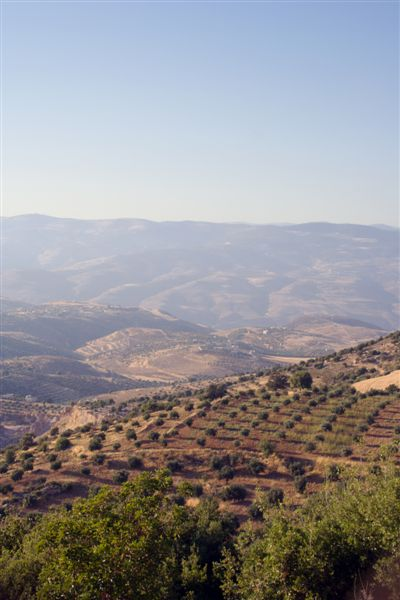
Пагорби Галааду, Йорданія.

Галаад, Гілеад (івр. הגלעד,Ґіль'ад) — історична область стародавнього Ізраїлю на східному березі річки Йордан у теперішній Йорданії. Місцевість пролягає на схід від річки Йордан, між Дамаском з півночі та притокою Йордану — річкою Ярмук та на південь до річки Яббок, кордону території колишньої держави Аммона.

## Біблійні свідчення
У старозавітні часи Галаадом називалася велика область на схід від річки Йордан і на північ від Мертвого моря. У греко-римський час ця територія називалася «Перея». Ще у 13 ст. до н. е. Галаад був завойований і заселений євреями і припа́в на спа́дщину племені Манасії (Нав. 17:1). У VIII столітті до н. е. Галаад був захоплений Ассирією (2 Цар. 15:29).
У IV—III столітті до н. е. греко-македонські завойовники заснували тут ряд елліністичних міст, що об'єдналися у 63 році до н. е. в союз Десятимістя, під верховною владою Риму. Область рясніла пасовищами, славилася скотарством. Наприкінці II століття до н. е. — початку I століття н. е. Галаад (Перея) був підпорядкований Юдеї.
У християнській традиції Перея — місце діяльності Івана Хрестителя і Ісуса. Так, наприклад, сказано, що Ісус із Галілеї йшов до Юдеї «на той бік Йордану», тобто через Галаад (Мк. 10:1).